# La Nuit de terreur de Nikola Tesla
La Nuit de terreur de Nikola Tesla (Nikola Tesla's Night of Terror) est le quatrième épisode de la douzième saison de la seconde série télévisée britannique Doctor Who. Il est diffusé le 19 janvier 2020 sur BBC One.
C'est un épisode historique, qui se déroule au début du XXe siècle. Il met en scène les ingénieurs et concurrents Thomas Edison et Nikola Tesla, précurseurs dans le domaine de l'électricité. En France, il est disponible sur france.tv à partir du 27 février 2020.

## Résumé
Aux chutes du Niagara en 1903, Nikola Tesla ne parvient pas à convaincre des investisseurs pour son système de transmission d'énergie sans fil, car il est considéré comme dangereux et fou. Après avoir travaillé tard pour réparer son générateur, il tombe sur un globe flottant. Se sentant en danger, il s'enfuit avec son assistante, Dorothy Skerritt, alors qu'une silhouette masquée leur tire dessus. Le Docteur arrive à temps pour les aider à s'échapper à bord d'un train en direction de New York, abandonnant leur poursuivant en détachant le dernier wagon.
À New York, le groupe trouve des manifestants qui attendent devant le laboratoire de Tesla, ayant été incités à rejeter Tesla et ses inventions par son concurrent Thomas Edison. Le Docteur identifie le globe comme un Orbe de Thassa conçu pour partager des connaissances, mais réutilisé par une force inconnue. Après avoir repéré un espion d’Edison, le Docteur, Graham et Ryan visitent l'atelier de celui-ci, le soupçonnant d'être derrière l'attaque contre Tesla. La silhouette masquée arrive au laboratoire d'Edison et électrocute mortellement tout le monde dans l'atelier avant de poursuivre Edison. Le groupe s'échappe et piège l'une des créatures dans un anneau de feu chimique, mais il s'échappe par téléportation. Le Docteur essaie d'avertir Tesla et Yaz de retour dans le laboratoire, mais ils  sont capturés et transportés vers un vaisseau extraterrestre invisible au-dessus de la ville. La reine des Skithra exige qu'ils réparent son navire. Lorsque Tesla refuse, la reine menace de tuer Yaz, mais le Docteur se transporte juste à temps. Elle observe que le vaisseau Skithra n'est qu'une collection de pièces volées à  différentes espèces et que le Skithra en utilise d'autres pour faire son travail à sa place. Le Skithra a également choisi Tesla comme "ingénieur" car il a pu découvrir leur signal alors qu'il travaillait sur son système d'alimentation sans fil.
Le Docteur se transporte avec Tesla et Yaz jusqu'au laboratoire de Tesla, Wardenclyffe. Le Docteur ordonne à la Reine de partir, mais celle-ci refuse, menaçant, si Tesla ne lui est pas livré, de détruire la Terre. Tandis que Tesla et le Docteur connectent le TARDIS pour alimenter la tour Wardenclyffe, Graham, Ryan, Yaz, Dorothy et Edison repoussent l'invasion des scorpions Skithra. La tour s'active et émet des boules de foudre qui traversent le vaisseau Skithra, le forçant à quitter la Terre. Yaz est déçue d'apprendre du Docteur que même si Tesla a été reconnu «sauveur de la Terre», sa réputation restera  inchangée dans l'avenir.

## Distribution
Sauf indication contraire, les informations mentionnées dans cette section peuvent être confirmées par la base de données cinématographiques IMDb,  présente dans la section « Liens externes ».
- Jodie Whittaker : Treizième Docteur
- Mandip Gill : Yasmin Khan
- Tosin Cole : Ryan Sinclair
- Bradley Walsh : Graham O'Brien
- Goran Višnjić : Nikola Tesla
- Robert Glenister : Thomas Edison
- Anjli Mohindra : reine Skithra
- Haley McGee : Dorothy Skeritt
- Paul Kasey : Harold Green
- Robin Guiver : Bill Tallow
- Erick Hayden : M. Sorensson
- Russell Bentley : M. Brady
- Brian Caspe : M. Martin
- Shaun Mason : chef d'équipe

## Production et diffusion

### Casting
Anjli Mohindra, connue pour avoir incarné Rani Chandra dans le spin-off The Sarah Jane Adventures, est annoncée dans le rôle de la reine Skithra en juin 2019. Goran Višnjić et Robert Glenister sont annoncés par BBC One en novembre 2019 pour jouer les rôles respectifs de Nikola Tesla et Thomas Edison, pionners américains de l'électricité, rôles confirmés le mois suivant à Radio Times. Glenister était déjà apparu dans l'épisode The Caves of Androzani trente cinq ans plus tôt, en 1984. Le reste des acteurs est dévoilé lors du numéro du Doctor Who Magazine de janvier 2020.